# Daniel Graf

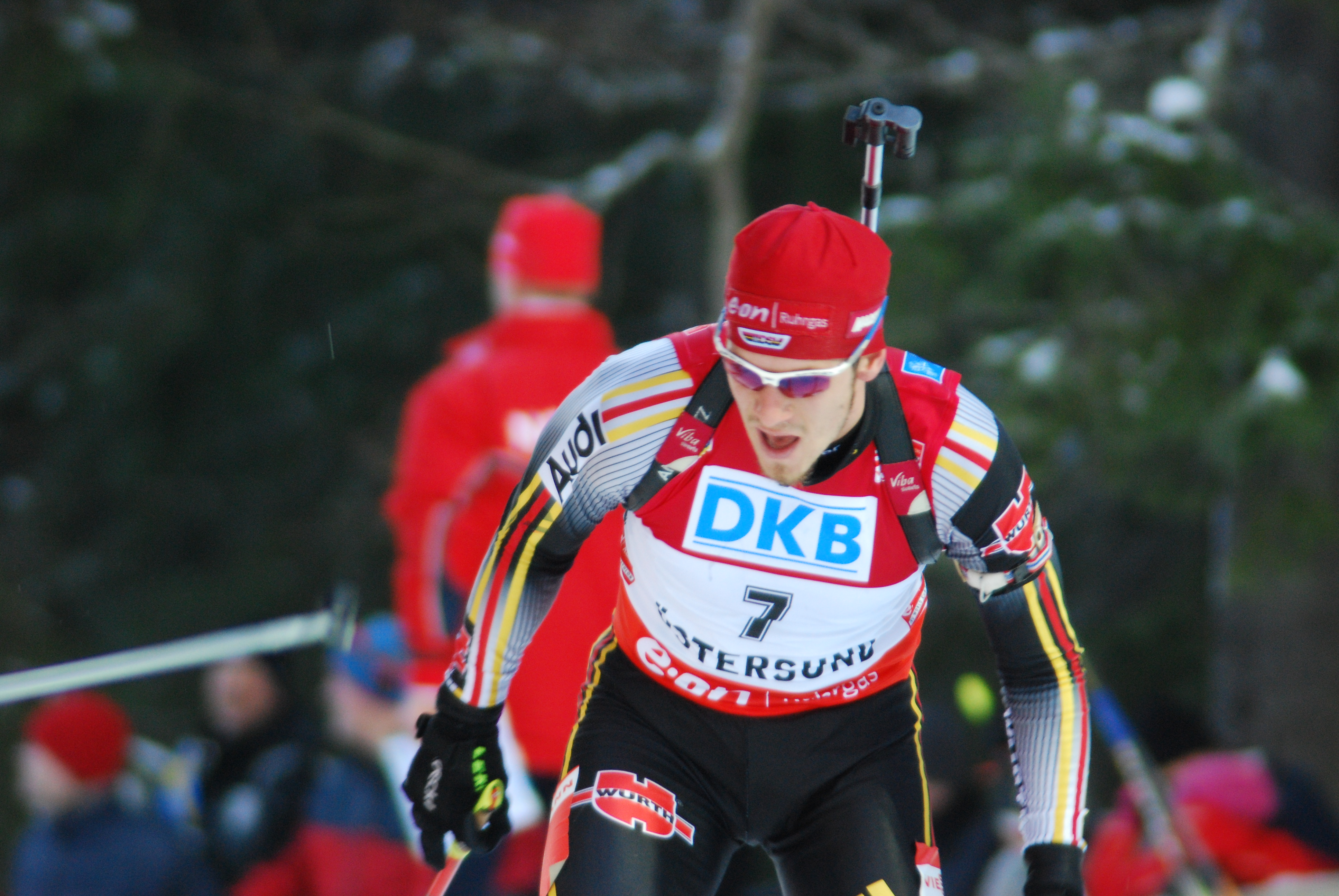
Daniel Graf under Världsmästerskapen i skidskytte 2008

Daniel Graf, född 7 september 1981, är en tysk före detta skidskytt.
Graf var en mycket lovande talang som junior och tog brons vid junior-VM såväl 2000 som 2001. Dessutom var han med i det tyska stafettlag som tog guld 2000 och 2001. Graf började tävla i världscupen säsongen 2004/2005 men det dröjde ända till december 2007 innan han noterade sin första pallplats då han kom trea i jaktstarten vid en tävling i Hochfilzen.